# Kanonicy regularni S. Maria di Reno
Kanonicy regularni S. Maria di Reno - dawna włoska kongregacja kanoników regularnych św. Augustyna, powstała w XII wieku. Jej głównym ośrodkiem była prepozytura S. Maria di Reno koło Bolonii. W 1418 została przyłączona do nowo powstałej Kongregacji Najświętszego Zbawiciela.

## Historia
Nie wiadomo dokładnie, kiedy powstał dom kanoników regularnych Najświętszej Maryi Panny nad rzeką Reno (S. Maria di Reno). Najwcześniejsze zachowane dokumenty dotyczące tej wspólnoty pochodzą z 1136, choć większość późniejszych historyków z zakonu kanoników regularnych wskazywało na rok 1083 jako datę fundacji tego domu. Współczesne badania historyczne wskazują jednak, że wspólnota kanoników regularnych nad rzeką Reno powstała dopiero około 1130, w wyniku rozłamu w utworzonej w 1117 bolońskiej kolegiacie kanonickiej św. Wiktora. 
Nowa wspólnota kanonicka już w 1136 uzyskała przywileje protekcyjne od biskupa Bolonii Henryka oraz papieża Innocentego II. W ciągu następnych kilkunastu lat wspólnota zyskała duży prestiż i stała się ośrodkiem kongregacji kanoników regularnych, grupującej kilka wspólnot uznających duchowe zwierzchnictwo prepozyta Najświętszej Maryi Panny znad Reno. W latach 1154–1155 papieże Anastazy IV i Hadrian IV nadali im dwa tytularne kościoły kardynalskie w Rzymie: bazylikę św. Praksedy i bazylikę św. Pudencjany. 
Pod koniec XII wieku widoczne stały się pierwsze oznaki kryzysu kongregacji. W 1196 papież Celestyn III, na wniosek kardynała Soffredo odebrał kanonikom regularnym kościół św. Praksedy w Rzymie, ze względu na rozluźnienie obyczajów, jakie nastąpiło we wspólnocie. Kongregacja nie odzyskała już później dawnej świetności. W 1359 kościół i dom kanonicki S. Maria di Reno został splądrowany przez wojska mediolańskie, w związku z czym kanonicy przenieśli się do podległego im kościoła S. Salvatore w Bolonii. Oznaczało to faktyczny kres kongregacji S. Maria di Reno.

### Kongregacja Najświętszego Zbawiciela
W 1418 wspólnota z S. Salvatore połączyła się ze wspólnotami kanoników regularnych z S. Salvatore di Lecceto oraz S. Ambrogio w Gubbio. Papież Marcin V zatwierdził nową kongregację pod nazwą Kongregacji Najświętszego Zbawiciela, a biskup Bolonii oddał nowej kongregacji kościół S. Maria di Reno. Kongregacja ta istniała aż do 1823, gdy połączyła się z kanonikami laterańskimi.

## Domy kongregacji
- S. Maria di Reno koło Bolonii (dom macierzysty, założony ok. 1130)
- S. Salvatore w Bolonii (1136)
- S. Andrea w Toricello w diecezji Teramo (1150)
- S. Donnino w Bagno a Ripoli (1150)
- S. Maria w Raticola (1154)
- S. Giacomo w Casadei (1154)
- S. Prassede w Rzymie (1154–1196)
- S. Pudenziana w Rzymie (1155)